# Léonard Dhejju
Léonard Dhejju (ur. 14 marca 1931 w Dele, zm. 4 czerwca 2019 w Bunia) – duchowny rzymskokatolicki z Demokratycznej Republiki Konga, w latach 1984-2002 biskup Bunia.

## Życiorys
Święcenia kapłańskie przyjął 23 sierpnia 1959. 26 marca 1981 został prekonizowany biskupem Uvira. Sakrę biskupią otrzymał 19 lipca 2001. 2 lipca 1984 został mianowany biskupem Bunia. 6 kwietnia 2002 zrezygnował z urzędu. Zmarł 4 czerwca 2019.